# Laccophilus epinephes
Laccophilus epinephes är en skalbaggsart som beskrevs av Guignot 1955. Laccophilus epinephes ingår i släktet Laccophilus och familjen dykare. Inga underarter finns listade i Catalogue of Life.